# Morillo de Monclús
Morillo de Monclús (aragonesisch Moriello de Monclús) ist ein spanischer Ort in den Pyrenäen in der Provinz Huesca der Autonomen Gemeinschaft Aragonien. Der Ort gehört zur Gemeinde La Fueva. Morillo de Monclús hatte 41 Einwohner im Jahr 2015.
Der Ort ist über die Provinzialstraße HU-V-6442.

## Geschichte
Der Ort wird im Jahr 1102 erstmals überliefert.
Als Teil der Gemeinde Tierrantona kam Morillo de Monclús im Jahr 1999 zur neu gebildeten Gemeinde La Fueva.

## Baudenkmäler

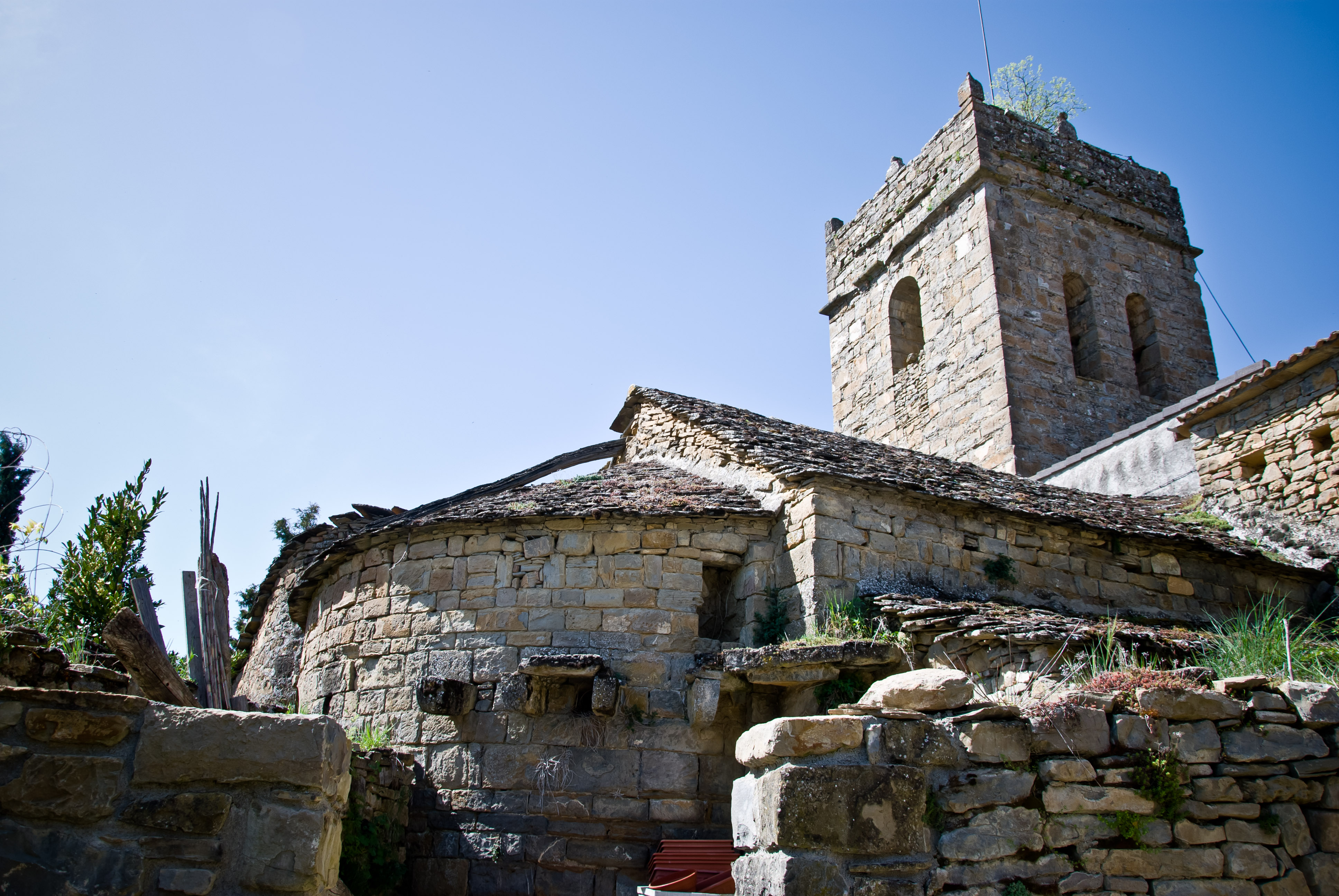
Kirche San Cristóbal

- Romanische Kirche San Cristóbal, erbaut im 12. Jahrhundert (Bien de Interés Cultural)
- Castillo de los Mur, mit Resten aus dem 11. Jahrhundert (Bien de Interés Cultural)
- Ermita de San Miguel